# بعطة
بعطة، بلدية بدائرة العمارية ولاية المدية الجزائرية .

## الوديان
يتضمن إقليم هذه البلدية العديد من الوديان منها:
- وادي الحراش